# Beenox
Beenox Studios é uma empresa desenvolvedora de jogos eletrônicos, baseada na cidade de Quebec, Canadá. Fundada em 2000 por Dee Brown. A empresa ganhou o prêmio Quebec's Best Employer 2008, o qual premia as empresas com melhores estruturas de trabalho, a Beenox foi comprada pela Activision em 2005.

## História
Entre 2003 e 2006, o incorporador era essencialmente uma casa porting. Eles concluíram aproximadamente 30 projetos para os sistemas operacionais Microsoft Windows e Macintosh, baseados em franquias populares como X-Men, Spider-Man e Shrek.
Em 2006, eles retornaram ao desenvolvimento de jogos originais com as versões de console de Bee Movie Game, inspirado no longa-metragem da DreamWorks Animation. Como parte do media blitz da Activision E3 2007, foi anunciado que a Beenox era o desenvolvedor por trás da versão para Windows do jogo Spider-Man da Activision Spider-Man: Friend or Foe, lançado em outubro de 2007. Eles lançaram as versões para Xbox 360, PlayStation 2, PlayStation 3, Wii e Windows de Monsters vs. Aliens e as versões de console de Guitar Hero Smash Hits. A Beenox desenvolveu posteriormente os jogos Spider-Man, Spider-Man: Shattered Dimensions, Spider-Man: Edge of Time, The Amazing Spider-Man e The Amazing Spider-Man 2.
Após a saída do fundador Dominique Brown em dezembro de 2012, o foco do estúdio mudou de liderar o desenvolvimento de jogos originais para realizar uma série de tarefas de suporte nas supermarcas da Activision: Skylanders e Call of Duty. Em 2015, a Beenox trabalhou em conjunto com a Mercenary Technology para trazer Call of Duty: Black Ops III para PlayStation 3 e Xbox 360.
Em março de 2022, a Beenox anunciou que abriria um segundo escritório em Montréal, Quebec, aumentando seu quadro de funcionários em 20%. Polloni vai liderar o novo estúdio.

## Jogos Desenvolvidos
| Ano  | Jogo                                               | Plataforma(s)                                                                               | Notas                                    |
| ---- | -------------------------------------------------- | ------------------------------------------------------------------------------------------- | ---------------------------------------- |
| 2001 | Pillars of Garendall                               | Microsoft Windows, OS X, Mac OS Classic                                                     | publicado pela Ambrosia Software         |
| 2007 | Bee Movie Game                                     | Microsoft Windows, PlayStation 2, Xbox 360                                                  |                                          |
| 2009 | Monsters vs. Aliens                                | Microsoft Windows, PlayStation 2, PlayStation 3, Wii, Xbox 360                              |                                          |
| 2009 | Guitar Hero Smash Hits                             | PlayStation 2, PlayStation 3, Wii, Xbox 360                                                 |                                          |
| 2010 | Spider-Man: Shattered Dimensions                   | Microsoft Windows, PlayStation 3, Wii, Xbox 360                                             |                                          |
| 2011 | Spider-Man: Edge of Time                           | Nintendo 3DS, PlayStation 3, Wii, Xbox 360                                                  |                                          |
| 2012 | The Amazing Spider-Man                             | Microsoft Windows, Nintendo 3DS, PlayStation 3, PlayStation Vita, Wii, Wii U, Xbox 360      |                                          |
| 2013 | Skylanders: Swap Force                             | PlayStation 3, PlayStation 4, Wii, Wii U, Xbox 360, Xbox One                                |                                          |
| 2014 | The Amazing Spider-Man 2                           | Microsoft Windows, PlayStation 3, PlayStation 4, Wii U, Xbox 360, Xbox One                  | —                                        |
| 2014 | Skylanders: Trap Team                              | Nintendo 3DS, PlayStation 3, PlayStation 4, Wii, Wii U, Xbox 360, Xbox One                  | Co-desenvolvido com Toys for Bob         |
| 2015 | Skylanders: SuperChargers                          | iOS, PlayStation 3, PlayStation 4, Wii U, Xbox 360, Xbox One                                | Co-desenvolvido com Vicarious Visions    |
| 2015 | Skylanders: SuperChargers Racing                   | Nintendo 3DS, Wii                                                                           | —                                        |
| 2015 | Call of Duty: Black Ops III                        | PlayStation 3, Xbox 360                                                                     | Co-desenvolvido com Mercenary Technology |
| 2016 | Call of Duty: Modern Warfare Remastered            | Microsoft Windows, PlayStation 4, Xbox One                                                  | Trabalho adicional                       |
| 2018 | Call of Duty: Black Ops 4                          | Microsoft Windows, PlayStation 4, Xbox One                                                  | Trabalho adicional                       |
| 2019 | Crash Team Racing Nitro-Fueled                     | Nintendo Switch, PlayStation 4, Xbox One                                                    | —                                        |
| 2019 | Call of Duty: Modern Warfare                       | Microsoft Windows, PlayStation 4, Xbox One                                                  | Trabalho adicional                       |
| 2020 | Call of Duty: Modern Warfare 2 Campaign Remastered | Microsoft Windows, PlayStation 4, Xbox One                                                  | —                                        |
| 2020 | Tony Hawk's Pro Skater 1 + 2                       | Microsoft Windows, Nintendo Switch, PlayStation 4, PlayStation 5, Xbox One, Xbox Series X/S | Trabalho adicional                       |
| 2020 | Crash Bandicoot 4: It's About Time                 | Microsoft Windows, Nintendo Switch, PlayStation 4, PlayStation 5, Xbox One, Xbox Series X/S | Trabalho adicional                       |
| 2020 | Call of Duty: Black Ops Cold War                   | Microsoft Windows, PlayStation 4, PlayStation 5, Xbox One, Xbox Series X/S                  | Trabalho adicional                       |

### Ports (Windows & MacOS)
| Ano  | Jogo                                          | Plataforma(s)               |
| ---- | --------------------------------------------- | --------------------------- |
| 2003 | Tony Hawk's Pro Skater 3                      | Mac OS X                    |
| 2003 | Tony Hawk's Pro Skater 4                      | Microsoft Windows, Mac OS X |
| 2003 | Kelly Slater's Pro Surfer                     | Microsoft Windows, Mac OS X |
| 2003 | Wakeboarding Unleashed Featuring Shaun Murray | Microsoft Windows, Mac OS X |
| 2003 | Tomb Raider: The Angel of Darkness            | Mac OS X                    |
| 2004 | The Lord of the Rings: The Return of the King | Mac OS X                    |
| 2004 | Homeworld 2                                   | Mac OS X                    |
| 2004 | Railroad Tycoon 3                             | Mac OS X                    |
| 2004 | Tony Hawk's Underground 2                     | Microsoft Windows           |
| 2004 | Pitfall: The Lost Expedition                  | Microsoft Windows           |
| 2004 | The Incredibles                               | Microsoft Windows, Mac OS X |
| 2004 | Shrek 2: Team Action                          | Microsoft Windows           |
| 2004 | MTX Mototrax                                  | Microsoft Windows, Mac OS X |
| 2005 | Tony Hawk's Underground                       | Microsoft Windows           |
| 2005 | Madagascar                                    | Microsoft Windows           |
| 2005 | Fantastic Four                                | Microsoft Windows           |
| 2005 | Star Wars: Battlefront                        | Mac OS X                    |
| 2005 | X-Men Legends II: Rise of Apocalypse          | Microsoft Windows           |
| 2005 | Ultimate Spider-Man                           | Microsoft Windows           |
| 2005 | Myst V: End of Ages                           | Mac OS X                    |
| 2005 | Evil Dead: Regeneration                       | Microsoft Windows           |
| 2005 | The Incredibles: Rise of the Underminer       | Microsoft Windows, Mac OS X |
| 2005 | Gun                                           | Microsoft Windows           |
| 2005 | MX vs. ATV Unleashed                          | Microsoft Windows           |
| 2006 | Over the Hedge                                | Microsoft Windows           |
| 2006 | X-Men: The Official Game                      | Microsoft Windows           |
| 2006 | Cars                                          | Microsoft Windows, Mac OS X |
| 2006 | Marvel: Ultimate Alliance                     | Microsoft Windows           |
| 2007 | Spider-Man 3                                  | Microsoft Windows           |
| 2007 | Spider-Man: Friend or Foe                     | Microsoft Windows           |
| 2008 | Kung Fu Panda                                 | Microsoft Windows, Mac OS X |
| 2008 | 007: Quantum of Solace                        | Microsoft Windows, Wii      |
| 2009 | Transformers: Revenge of the Fallen           | Microsoft Windows           |